# Hellenius dadianshanicus
Hellenius dadianshanicus är en stekelart som beskrevs av Sergey A. Belokobylskij 1998. Hellenius dadianshanicus ingår i släktet Hellenius och familjen bracksteklar. Inga underarter finns listade i Catalogue of Life.